# Gillerberget
Gillerberget är ett berg i Finland.   Den ligger i den ekonomiska regionen  Helsingfors  och landskapet Nyland, i den södra delen av landet, 24 km nordost om huvudstaden Helsingfors. Toppen på Gillerberget är 88 meter över havet.
Terrängen runt Gillerberget är huvudsakligen platt.  Närmaste större samhälle är Vanda, 10,0 km sydväst om Gillerberget. I omgivningarna runt Gillerberget växer i huvudsak blandskog.